# Bubszczany

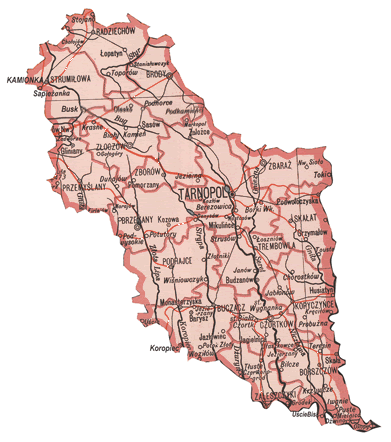
Województwo tarnopolskie

Bubszczany też Bobuczany (ukr. Бібщани) – wieś w rejonie złoczowskim obwodu lwowskiego Ukrainy. Do scalenia w 1934 r. w II Rzeczypospolitej miejscowość była siedzibą gminy wiejskiej w powiecie zborowskim województwa tarnopolskiego.

## Położenie
Na podstawie Słownika geograficznego Królestwa Polskiego i innych krajów słowiańskich Bubszczany to: wieś w powiecie złoczowskim, położona 3 mile na południe od Złoczowa, 1/4 mili na zachód od Pomorzan.

## Urodzeni
- Stanisław Tuczapski